# 阿斯塔福尔
阿斯塔福尔（法語：Astaffort，法語發音：[astafɔʁ]）是法国洛特-加龙省的一个市镇，位于该省南部，和热尔省接壤，属于阿让区和阿让城市圈公共社区。

## 地理
阿斯塔福尔（44°3'50"N, 0°39'5"E）面积35.17 平方千米，位于法国新阿基坦大区洛特-加龍省，该省份为法国西南部内陆省份，北起多爾多涅省，西接吉倫特省和朗德省，南至热尔省，东临塔恩-加龙省和洛特省。
与阿斯塔福尔接壤的市镇（或旧市镇、城区）包括：莱拉克、然布雷德、佩尔甘-塔亚克、桑佩塞尔、屈克、法勒、马尔蒙帕沙。
阿斯塔福尔的时区为UTC+01:00、UTC+02:00（夏令时）。

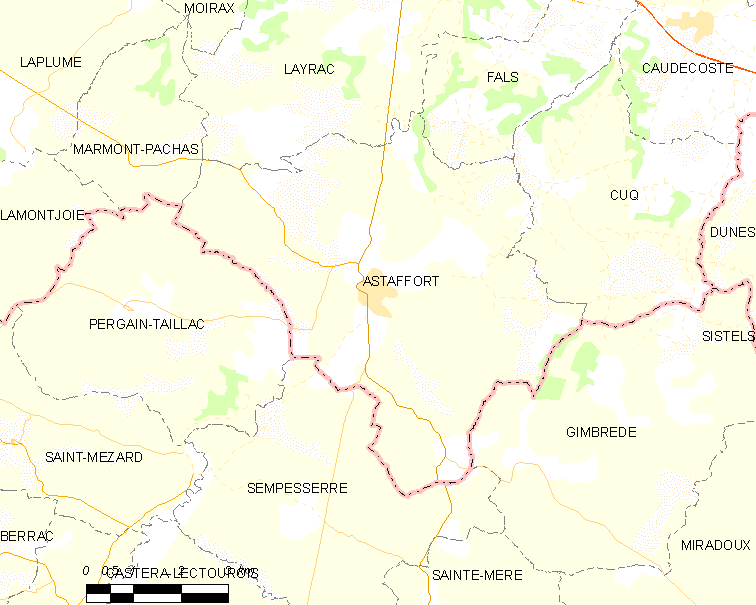
阿斯塔福尔的OSM定位图

## 行政
阿斯塔福尔的邮政编码为47220，INSEE市镇编码为47015。

## 政治
阿斯塔福尔所属的省级选区为东南阿日奈县。

## 交通
法国国道N21线纵贯南北，洛特-加龙省省道D15线、D114线和D130线在阿斯塔福尔境内交汇。连接阿让和欧什的铁路也经过境内，现已停运，沿途客运由大巴车代替。

## 人口

1962-2008年间阿斯塔福尔人口变化图示

阿斯塔福尔于2022年1月1日时的人口数量为2002人。